# Brynjar Aa
Brynjar Aa, ofta Brynjar Å, född 21 juli 1960 i Trondheim, död 31 januari 2025, var en norsk romanförfattare och dramatiker.
Aa debuterade som författare 1981 med romanen Tjukken, och följde upp denna med Gords barn (1982) och Babyboy (1983). Han skrev på 1980-talet dramatik som bland annat uppfördes på Radioteatret och på Trøndelag teater. De tre pjäserna Flipper, Clæsh och Syx kom ut i en samlingsutgåva 1987 och den sistnämnda blev även tv-film 1988. Han verkade i slutet av 1980-talet stå inför ett genombrott som dramatiker, men försvann då från rampljuset. 1999 gjorde han comeback med NRK:s radioteater Trondheim och romanen Schlappz.
Aas verk är starkt emot etablissemanget, och behandlar i stor utsträckning alkoholism, narkomani och brottslighet. Mycket av det som skildras i verken är enligt författaren självupplevt.